# Клеменс Венцеслаус Саксонски
Клеменс Венцеслаус Август Хубертус Франц Ксавер Саксонски (на немски: Clemens Wenzeslaus August Hubertus Franz Xaver von Sachsen; * 28 септември 1739, дворец Хубертусбург, Вермсдорф; † 27 юли 1812, Марктобердорф, Алгой) е принц на Полша и херцог на Саксония от фамилията на албертинските Ветини и последният архиепископ и курфюрст на Трир (1768 – 1801), последният княз-епископ на Аугсбург (1768 – 1803/1812).

## Живот
Той е син на Фридрих Август II (1733 – 1763), курфюрст на Саксония, крал на Полша (като Август III) и велик княз на Литва, и съпругата му австрийската ерцхерцогиня Мария Йозефа (1699 – 1757), дъщеря на император Йозеф I от династията Хабсбурги. Сестра му Мария Йозефа е майка на френските крале Луи XVI, Луи XVIII и Шарл X.
Клеменс Венцеслаус влиза през 1760 г. във Виена на австрийска военна служба и става фелдмаршал-лейтенант. Отказва се от военната служба и през 1763 г. става епископ на Фрайзинг (1763 – 1768) и Регенсбург (1763 – 1769). През 1768 г. той се отказва от тези служби, за да стане архиепископ и курфюрст на Трир и княжески епископ на Аугсбург; през 1787 г. получава и Елванген (1787 – 1803). През 1763 г. в Мюнхен е ръкоположен за свещеник, 1766 г. е помазан за епископ в катедралата на Фрайзинг.
През 1786 г. Клеменс Венцеслаус си строи дворец и театър в Кобленц. Френската революция избухва и той изгубва (1801) голяма част от курфюрството си и се оттегля в Аугсбург с пенсия от 100 000 гулдена.
Умира на 27 юли 1812 г. в своя летен дворец в Марктобердорф в Алгой.
- Клеменс Венцеслаус като австрийски фелдмаршал-лейтенант с орден Белият орел
- Клеменс Венцеслаус във Фрайзинг
- Клеменс Венцеслаус, сл. 1776